# 데이비드 에런 베이커
데이비드 에런 베이커(영어: David Aaron Baker, 1963년 8월 14일 ~ )는 미국의 배우이다.
더럼에서 태어났다.

## 출연 작품
- 보딩 스쿨: 기숙학교 (2018년) - 데이비스 역
- 이지 리빙 (2017년)
- 더퍼지: 심판의날 (2016년)
- 월터 교수의 마지막 강의 (2016년) - 데블린 역
- 이레셔널 맨 (2015년)
- All Relative (2014) - 필 역
- 산타모니카 인 러브 (2014년) - 데이비드 쇼 역
- 헝그리 하트 (2014년) - 제이콥 역
- 필 스펙터 (2013년)
- 메스카다 (2010년)
- 엣지 오브 다크니스 (2010년) - 밀로이 역
- 몰리: 언 아메리칸 걸 온 더 홈 프론트 (2006년)
- 혹스: 욕망의 법칙 (2006년)
- 마리 앤 브루스 (2004년)
- 멜린다 앤 멜린다 (2004년) - 스티브 역
- 투 윅스 노티스 (2002년)
- 최후의 바이러스 전쟁 (2001년)
- 케이트 앤 레오폴드 (2001년)
- 이브의 아름다운 키스 (2001년) - 댄 스타인 역
- 타오 오브 스티브 (2000년)

### 텔레비전
- 홈랜드 (2013년)
- 로앤오더: 성범죄 전담반 (1999년)
- 로앤오더: 범죄 전담반 (1990년)
- 원 라이프 투 리브 (1968년)